# Iratumumab
Il Iratumumab è un anticorpo monoclonale di tipo umano, che viene utilizzato per il trattamento di malattie oncologiche come il linfoma recidivante con recettori del TNF positivi.
Il farmaco agisce sull'antigene: CD30.
Esso è stato sviluppato dalla  Medarex Inc..

### Iratumumab
- (EN) Waun Ki Hong, Robert C. Bast, William Hait, Donald W. Kufe, James F. Holland, Raphael E. Pollock, Ralph R. Weichselbaum, Holland Frei cancer medicine eight, PMPH-USA, 2010,  pp. 339–, ISBN 978-1-60795-014-1.
- (PL) Pavel Klener, Pavel Klener e jr., Nová protinádorová léčiva a léčebné strategie v onkologii, Grada Publishing a.s.,  pp. 79–, ISBN 978-80-247-2808-7.